# Pressione arteriosa differenziale
La pressione arteriosa differenziale (o solo pressione differenziale), detta anche (con un anglicismo da pulse pressure) pressione di pulsazione o pressione pulsatoria o pressione d'impulso, è definita come la differenza tra pressione sistolica (impropriamente anche detta "massima") e pressione diastolica (impropriamente anche detta "minima").

## Descrizione
La pressione differenziale aumenta nei vasi periferici a causa di due importanti fattori: l'inferiore elasticità e il fenomeno di interferenza. 
L'aorta possiede una fondamentale proprietà, ovvero una grande elasticità, la quale le permette di "tamponare" la pressione sistolica dilatandosi: la conseguenza è che la pressione sistolica viene limitata al valore di 120 mmHg (effetto Windkessel). Questa proprietà viene persa man mano che ci si allontana dai grandi vasi centrali e quindi la pressione sistolica aumenta notevolmente nella periferia, aumentando così la differenza di pressione.
La seconda maniera con la quale la pressione sistolica aumenta è il sommarsi di diverse onde di pressione. Infatti, a un bivio, parte del sangue viene riflesso dalla ramificazione e assume quindi un movimento retrogrado, andandosi così a scontrare con le onde di sangue generate dal cuore durante la sistole. Queste onde si sommano e generano una pressione transmurale più alta, aumentando così la pressione differenziale. Un'immagine facile per fare un confronto: le due onde di sangue che si scontrano possono essere paragonate a due onde d'acqua in mare, le quali scontrandosi creano un'unica onda con un picco più alto.